# 스미나가 가케루
스미나가 가케루(일본어: 住永 翔, 1998년 10월 6일~)는 일본의 축구 선수이다.

## 구단 경력
그는 2021년 J3리그의 AC 나가노 파르세이루에 입단했고, 2년동안 팀에서 뛰었다. 2023년 일본 풋볼 리그의 라인미어 아오모리로 이적했다.